# Chicago Stags
Chicago Stags, som bildades 1946 och upplöstes 1950, var en basketklubb från Chicago i Illinois och som spelade i Basketball Association of America (BBA) och National Basketball Association (NBA) under slutet av 1940-talet.
Trots sin korta existens i BBA och NBA, var Chicago Stags ganska framgångsrika i ligan då de gick till slutspel alla fyra säsongerna. Höjdpunkten var finalen under den allra första säsongen av BBA, 1946/1947, som de dock förlorade mot Philadelphia Warriors med 1-4 i matcher.
Sin korta BBA/NBA-historia till trots så hade de rättigheterna till en ung Bob Cousy efter en trade med Tri-Cities Blackhawks (även om han aldrig spelade för dem). När Stags upplöstes hölls en draft där deras spelare valdes mellan de olika lagen i ligan och Cousy blev vald av Boston Celtics.
Efter att Chicago Stags upplöstes skulle det dröja till säsongen 1961/1962 innan Chicago fick ett basketlag i NBA igen via Chicago Packers, men inte förrän med Chicago Bulls inträde i ligan säsongen 1966/1967 fick Chicago ett varaktigt lag i ligan.

## Meriter
- Divisions-mästare: 1946/1947